# Pere Batlle Huguet
Pere Batlle Huguet (Reus, Baix Camp, 5 de gener de 1907 - Tarragona, 1990) va ser un religiós, arqueòleg i historiador de l'art català.

## Biografia
Estudià a Reus i al Seminari de Tarragona. Enviat a estudiar a Roma, es va doctorar amb la tesi «Les Inscripcions cristianes a Tarragona». Va ser vicari de la Parròquia de Santa Maria de Montblanc (1931), professor del seminari conciliar i des del 1933 director del Museu Diocesà de Tarragona. Entre 1933 i 1936 va publicar al diari La Cruz, a la revista Analecta Sacra Tarraconensiai a l'Anuari de l'Institut d'Estudis Catalans.
Segrestat per un escamot de milicians el 1936, després del cop d'Estat feixista del 19 de juliol, fou rescatat pel seu amic l'anarquista Josep Maria Alomà, qui aturà el camió que el conduïa al vaixell presó Río Segre» per ser afusellat, i el protegí amb risc de la pròpia vida durant els mesos en què les organitzacions sindicals i polítiques no podien controlar la repressió incontrolada a la rereguarda. Posteriorment Alomà el convidà a treballar amb la Conselleria de Cultura de l'Ajuntament de Tarragona gestionada per la CNT-FAI, com a assessor tècnic, càrrec des del qual col·laborà intensament amb l'esmentat Josep Maria Alomà, així com amb el pintor Ignasi Mallol i l'escultor Joan Rebull en la salvaguarda del Patrimoni historicoartístic de la província de Tarragona; i en la promoció de la cultura, com a expert en arqueologia i art clàssic i medieval.
El 1939 es lliurà a les autoritats franquistes, i treballà a la delegació tarragonina del «Servicio de Recuperación del Patrimonio Artístico Nacional». El 1945 fou elegit corresponent del Deutschen Archäologischen Institut i de la Real Academia de la Historia, i membre de la Comisión Provincial de Monumentos. També fou comissari local d'Excavaciones Arqueológicas y Exploraciones Submarinas; conseller i president de l'Institut d'Estudis Tarraconenses; canonge i xantre del Capítol tarragoní, entre altres responsabilitats.
Estudià les inscripcions romanes de Tarragona i recollí una àmplia bibliografia sobre la riquesa històrica i monumental de Tarragona. Fou president de la Reial Societat Arqueològica Tarraconense del 1946 al 1960, director del Butlletí Arqueològic del 1943 al 1989 i degà de la Junta de l'Hospital de Sant Pau i Santa Tecla de 1955 a 1990. Va rebre la Creu de Sant Jordi el 1988. Pere Batlle va morir a Tarragona el 1990, i segons mossèn Daniel Barenys durant els últims moments de la seva vida recordà com el seu amic el conseller Josep Maria Alomà Sanabras li salvà la vida durant la guerra civil.

## Obres
- Epigrafía latina. Barcelona: Publicaciones de la Escuela de Filología de Barcelona, 1946 (2a ed. 1963).
- Ramon de Mur, pintor de Tarragona, mestre de Sant Jordi . Barcelona: [S.n.], 1936.
- Los tapices de la catedral primada de Tarragona. Tarragona: Publicaciones del Sindicato de Iniciativa de Tarragona, 1946.
- Ars Hispaniae: historia universal del arte hispánico. Madrid: Plus Ultra, 1947. El capítol sobre l'art paleocristià.
- Las pinturas góticas de la catedral y del museo de Tarragona. Tarragona: Sociedad Arqueológica Tarraconense, 1952.